# Santuari de la Verge de Vallivana
Santuari de la Verge de Vallivana (Llogaret i antic santuari de la província de Castelló, municipi de Morella. L'eremitori de Vallivana és un dels més grandiosos i històrics del País Valencià.
Està a 24'8 kms. de distància de la ciutat de Morella, al pas de la carretera de Castelló a Morella, entre altes muntanyes incultes, al costat del barranc de Vallivana. Sembla un oasi al desert de boscos i matolls. Envolta aquest santuari una dotzena de casa, avui abandonades. Només hi ha en servei un restaurant i una casa del servei forestal.

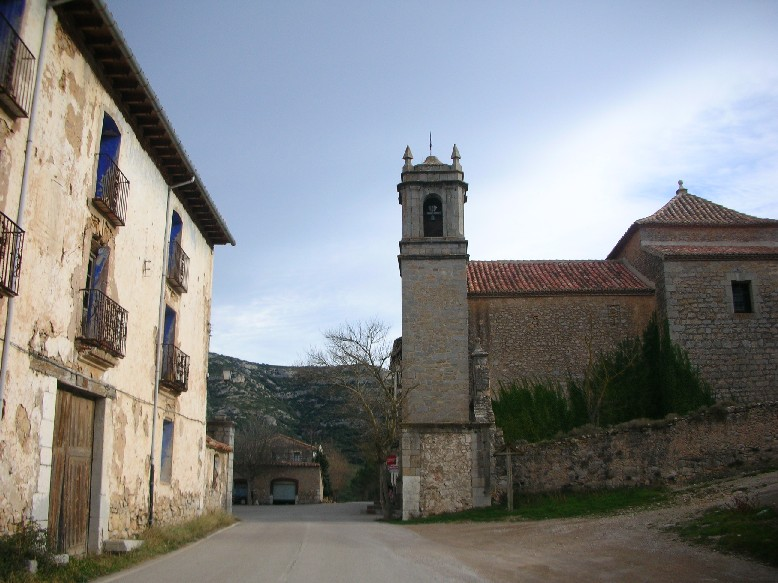
Vallivana, petit i gairebé abandonat assentament a l'est de Morella, famós per la seva Mare de Déu de Vallivana

## El santuari
Destaquen al quadrat campanar i cúpula del temple, l'arc monumental d'entrada i la creu terminal gòtica del camí. El temple té frontispici de marbres llaurats, amb fornícula sobre la porta, entre dues columnes, la imatge de la Mare de Déu titular, i per rematada l'escut de la ciutat. L'interior és d'una nau la planta quadrilonga de la qual mesura 20 X 7 m. Pilastres àtiques aguanten la cornisa, sobre la qual recolza la volta de mig canó. Sobre les lleixes hi ha 12 àngels, i entre ells s'obren les capelles laterals.

## El creuer
Al creuer del temple hi ha dos grans quadres pintats pels Cruella representant l'Aparició de la Mare de Déu a un pastor i l'entrada triomfal de la imatge a Morella al sexenni de 1772. També són dignes de menció dos quadres més representant l'un a Sant Vicenç Ferrer, que aquí va predicar, i un altre al Papa Benet XIII amb els seus cinc cardenals, que va venir a visitar aquest santuari el 1414.

## El Presbiteri
Al presbiteri hi ha dues pintures històriques més: l'explosió del polvorí del castell de Morella, en la tràgica nit del 30 de juliol de 1708, i el miracle atribuït a la Mare de Déu salvant al morellà Vicenç Carbó d'un terrible naufragi en l'estret de Gibraltar. La venerada Verge de Vallivana és petita, de fang cuit, i remota antiguitat, però revestida de robes talars, perruca i grans corones superposades. És semblant a la del Pilar de Saragossa, i se li atribueix el mateix remot origen apostòlic. Va romandre oculta durant la invasió àrab i va ser, segons tradició, trobada per un pastor el 1234, arran de la Reconquesta, en una cova del barranc, on se li va erigir capella precursora de l'actual santuari. Però, en realitat, la imatge no sembla bíblica ni visigòtica, sinó ja gòtica, hieràtica del segle XIV. Sigui el que sigui, i resultant gairebé inaccessible la gruta de l'aparició, es va edificar la primera capella al lloc pla on es va conduir el cabal d'una font; allí va ser venerada durant dos segles, fins al 1428, en què va començar la construcció d'un temple major amb sostrada de fusta i sense creuer, que es va beneir vuit anys després, al costat del camí ral i l'antiga posada.

## Església actual
L'actual església va costar molts anys de fer i va rebre la imatge el 1838. La sumptuositat d'aquest temple crida l'atenció de tot visitant. L'altar major és un templet a dues cares recaients al presbiteri i cambril. L'enllumenen diverses làmpades de plata i aranyes de vidre. La imatge, coronada amb diadema d'or i brillants i ricament vestida i empolainada, es pot contemplar molt bé des del cambril, una estada sumptuosa decorada pel pintor Cruella i representant el moment de l'aparició de la imatge del pastor.
Cada sis anys és traslladada la imatge processionalment, pels 24 quilòmetres de carretera, a la ciutat de Morella, on és festejada amb extraordinària solemnitat, amb assistència del prelat de la diòcesi, autoritats de la província i del municipi, el poble en massa i milers de forasters; hi ha funcions religioses a l'arxiprestal i se celebren tota mena de festejos.

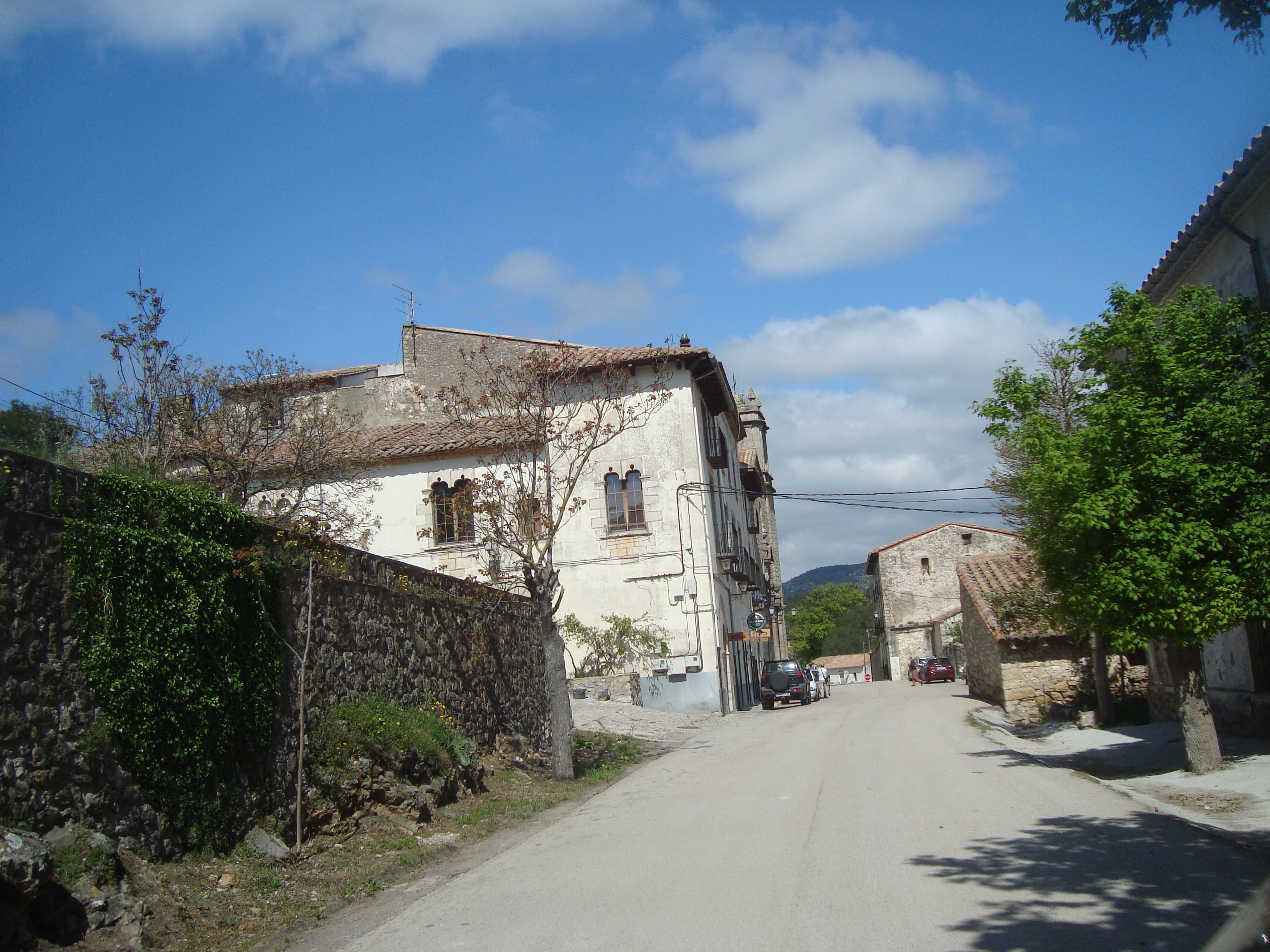
Entrada al llogaret de Vallivana

## Història
A mitjans de juliol de 1414, en dirigir-se el pontífex Benet XIII des de Sant Mateu a Morella per conferenciar amb el rei Ferran i sant Vicenç Ferrer, per tal d'estudiar la manera d'acabar el cisma que afligia la cristiandat, va pernoctar amb el seu tall pontifícia a la venda situada al costat d'aquest eremitori, i amb tal motiuoró davant la Verge de Vallivana eguido dels purpurats Juan Martín de Murillo, cardenal de Santa Sabina; Pere de Foix el Vell, cardenal francès de Sant Esteve; Carles Jordà d'Urriés, cardenal de sant Jordi; Pedro de Fonseca, bisbe portuguès d'Aviñon; el cardenal de sant Angelo; Alfonso Carrillo de Albornoz, prelat d'Osuna i de Sigüenza; cardenal de sant Eustaqui, i altres dignataris de la Cúria pontifícia.

## Hostatgeria del santuari
Encara que no tinguem notícia exacta del seu inici és de suposar que s'instal·laria en els primers temps que es va aixecar la primitiva església, tingueu en compte que el Papa Lluna i Sant Vicent Ferrer ja es van allotjar al seu recinte el 1414 i 1410. Actualment es troba adossada a l'església i és una mansió gòtica del segle xv, amb diversos detalls del seu estil.
L'hostatgeria conserva dos finestrals gòtics a l'habitació que va ocupar Sant Vicenç Ferrer al seu pas el 1410, i sobre la porta, l'escut gòtic de Morella, coronat per una imatge de la Mare de Déu de Vallivana també gòtica. Per entrar-hi calia fer-ho, fins al 1927, per una porta de mig punt que conduïa a un pati aterrat del qual arrencaven les escales que conduïen a la casa a l'Església. Però en la data indicada, es va emprendre una àmplia reforma convertint la vella entrada en un zaguà rectangular amb sòcols de rajoles i comunicant alhora amb l'Església, l'hostatgeria pròpiament dita i actualment amb un ampli i modern restaurant.
Disposa de diverses habitacions degudament moblades amb tots els serveis de vaixella, roba blanca, etc. que a l'estiu són llogades. Tots els veïns de Morella gaudeixen del privilegi de poder fer servir gratis el servei de vaixella i pernoctar una nit.

## L'aigua
Les fonts de la Servera i de l'Aparició proveeixen insuficientment d'aigua tot el conjunt de l'ermitori. El 28 de maig de 1738, el clergat de l'Arxiprestal, a petició de l'ajuntament de la Ciutat, va donar deu lliures perquè "volien abaxar la font de la Servera al Camí Reial per a consol dels passatgers i conveniència de tots...". La de l'Aparició, que baixa a l'hostatgeria, es va canalitzar el 1829 fins a la cuina de l'hostatgeria. «L'any 1829, es va compondre l'aquaducte de la font, que neix on es va trobar la Mare de Déu i aquesta obra que va consistir a descobrir l'aquaducte, netejar-lo, embetumar-lo, i cobrir-lo, fer les dues parets que formen el calliç que hi ha junt al naixement, i formar camins i 18 places, per pujar a col·locar l'argamassa, en va importar el cost 8762 reals. v.n.» Segons anàlisi del Dr. Peset, de València, el 23 de juliol de 1917 «té qualitats semblants a les de l'Avellà, de Catí: Hidrogencarbonat de sodi, clorurs i sulfats de ferro».

## Reivindicació de la vila de Catí
El santuari és als límits que separen el terme de Catí del de Morella. Com que la devesa de Vallivana pertanyia a tots els llogarets, no es van cuidar d'assenyalar els límits d'acord amb les cartes pobles i així Catí, al segle xv i sobretot al XVI, quan l'ermitori era ja concorregut, va pretendre que la casa de Vallivana estava dins dels límits que li havia designat Balasc d'Alagó. La dificultat a encertar la correspondència de certs topònims de la carta pobla amb altres de l'època, va portar a un plet entre Morella i Catí sobre jurisdicció municipal a la fonda i casa de Vallivana. Però Morella es trobava en possessió de l'ermitori des de feia dos segles i els pretesos drets de Catí havien prescrit. Tot i això, Catí es va entossudir a posar les seves armes sobre la porta de la posada, i en una processó que va sortir d'aquell lloc el Justícia portava la seva vara alta, per indicar que era dins del seu terme jurisdiccional. Finalment, va quedar Vallivana de Morella i el Santuari del patronatge de les seves autoritats civils.

## La Verge de Vallivana patrona de Picassent

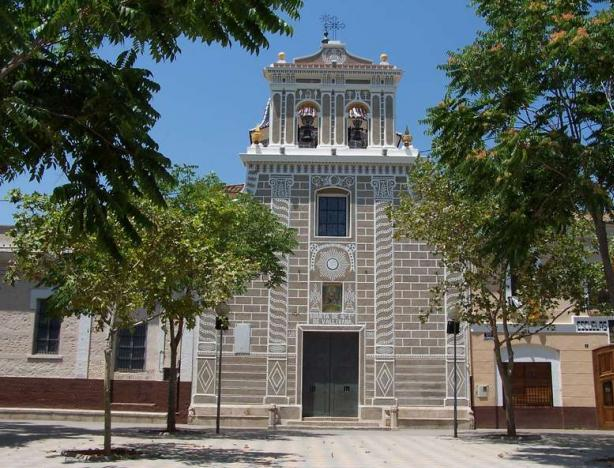
Ermita de la verge de Vallivana a Picassent

"Al segle XVIII hi va haver una gran pesta i moria molta gent, per la qual cosa un sacerdot procedent de Morella va proposar treure en processó una rèplica de la imatge de la Mare de Déu de Vallivana, i la pesta va desaparèixer. Com a agraïment, es va decidir construir-li una ermita i anomenar-la patrona de Picassent". Se li va construir una ermita el 1738. Va ser coronada el 1957. 6